# Mortierella umbellata
Mortierella umbellata är en svampart som beskrevs av C.Y. Chien 1972. Mortierella umbellata ingår i släktet Mortierella och familjen Mortierellaceae.   Inga underarter finns listade i Catalogue of Life.